# 蒙古针茅
蒙古针茅（学名：Stipa mongolorum）为禾本科针茅属下的一个种。

## 扩展阅读
- 維基物種上的相關：蒙古针茅